# یواس‌اس هاجز (دی‌ئی-۲۳۱)
یواس‌اس هاجز (دی‌ئی-۲۳۱) (به انگلیسی: USS Hodges (DE-231)) یک کشتی بود که طول آن ۳۰۶ فوت (۹۳ متر) بود. این کشتی در سال ۱۹۴۳ ساخته شد.